# 全日本カッター連盟
全日本カッター連盟（ぜんにほんカッターれんめい）は、生徒・学生によるカッターボートにおけるレースの連盟。
主に全日本カッター競技大会、東日本カッター競技大会、西日本新人カッター競技大会を主催する。

## 加盟校
以下が加盟校一覧である。ただし、過去の加盟校等も含む。☆のつく学校は女子部を持つ、もしくは過去に出場経験のある学校である。
- 防衛大学校短艇委員会　☆
- 東京海洋大学品川水産（旧東京水産大学、東京海洋大学海洋科学部）
- 東京海洋大学海洋工学部（旧東京商船大学）　☆
- 日本大学
- 東海大学　☆
- 神戸大学（旧神戸商船大学）☆
- 海上保安大学校　☆
- 海上保安学校
- 三重大学　☆
- 海技大学校
- 広島高等商船専門学校
- 水産大学校　☆
- 長崎大学　☆
- 九州看護福祉大学　☆（女子部のみ）
- 鹿児島大学　☆
- 京都府立京都海洋高校　☆
- 国立館山海上技術学校　☆
- 東京都立大島海洋高校
- 千葉県立館山総合高校（過去に東日本大会に参加）
- 静岡県立焼津水産高校（第60回全日本カッター競技大会に参加[2]）
- 電気通信大学（休部）
- 神奈川歯科大学（休部）